# Чемпионат Латвийской ССР по футболу 1941
Чемпиона́т Латви́йской ССР по футбо́лу 1941 го́да (латыш. 1941. gada Latvijas PSR čempionāts futbolā) — самый первый розыгрыш чемпионата Латвийской ССР по футболу, который начался в июне 1941 года, но вскоре был прерван из-за начала Великой Отечественной войны.

## Участники
В чемпионате принимало участие 9 команд:
- «ВЭФ» (Рига)
- «Динамо» (Рига)
- «Динамо-2» (Рига)
- «Локомотив» (Рига)
- «КФКУ» (Рига)
- РГК (Рига)
- РДКА (Рижский дом Красной Армии) (Рига)
- «Спартак» (Рига)
- «Динамо» (Лиепая)

## Турнирная таблица
на момент прекращения чемпионата (сыграно 6 туров)